# Paridotea munda
Paridotea munda är en kräftdjursart som beskrevs av Nunomura 1988. Paridotea munda ingår i släktet Paridotea och familjen tånglöss. Inga underarter finns listade i Catalogue of Life.